# I Worship Chaos
I Worship Chaos – dziewiąty album studyjny fińskiej grupy muzycznej Children of Bodom. Został wydany 2 października 2015 roku.

## Lista utworów
1. "I Hurt" – 4:29
2. "My Bodom (I Am the Only One)" – 4:19
3. "Morrigan" – 5:06
4. "Horns" – 3:25
5. "Prayer for the Afflicted" – 4:55
6. "I Worship Chaos" – 3:40
7. "Hold Your Tongue" – 4:02
8. "Suicide Bomber" – 3:33
9. "All for Nothing" – 5:42
10. "Widdershins" – 5:08

## Twórcy
- Alexi Laiho – śpiew, gitara elektryczna
- Janne Wirman – instrumenty klawiszowe
- Henkka Seppälä – gitara basowa
- Jaska Raatikainen – perkusja